# My Name Is Not Susan
My Name Is Not Susan è il quarto singolo di Whitney Houston ad essere estratto dal suo terzo album I'm Your Baby Tonight.
La canzone è stata scritta da Eric Foster White (che diventerà famoso in seguito grazie alla collaborazione con artisti del calibro dei Backstreet Boys e Britney Spears). Nella canzone, il fidanzato della protagonista ha chiamato per sbaglio la sua ragazza con il nome della sua ex, "Susan", cosa che fa indignare la protagonista del brano. Benché non abbia avuto particolare successo in termini commerciali, l'eccentrico titolo del brano ha dato alla canzone una certa popolarità.

## Il video
Il video del brano vede la Houston interpretare il doppio ruolo di se stessa e del personaggio di "Susan". Esiste anche una seconda versione del video con un remix della rapper Monie Love. Sony BMG ha postato questa versione del video su YouTube.

## Tracce
1. "My Name Is Not Susan" (Single Edit)
2. "My Name Is Not Susan" (Waddell 7inch Mix)
3. "My Name Is Not Susan" (70's Flange Mix)
4. "My Name Is Not Susan" (Login Remix Extended)
5. "My Name Is Not Susan" (Ambiente Mix)

## Classifiche
| Chart (1991)                                | Peak position |
| ------------------------------------------- | ------------- |
| Billboard Hot 100                           | 20            |
| Billboard Hot R&B/Hip-Hop Single and Tracks | 8             |
| UK Single Chart                             | 29            |
| Germany Single Chart                        | 57            |
| Germany Single Chart1                       | 52            |